# Feliks Dzerzhinskiy (Schiff)
Die Feliks Dzerzhinskiy (russisch Феликс Дзержинский, dt. Felix Dserschinski) ist ein Flusskreuzfahrtschiff, das im Jahre 1978 in der Tschechoslowakei in der Werft Narodny Podnik Škoda in Komárno gebaut wurde. Sie wird von Wodochod auf der Wolga betrieben. Das Schiff trägt den Namen des Gründers und ersten Leiters der Tscheka, der ersten Geheimpolizei Sowjetrusslands, Felix Dserschinski.

## Beschreibung
Das Schiff mit vier Passagierdecks wurde 1978 bei der slowakischen Werft Narodny Podnik Škoda in Komárno (heute Slovenské Lodenice Komárno, damals Bestandteil des Škoda-Konzerns) als Feliks Dzerzhinskiy für die Wolga-Reederei Wolschskoje Parochodstwo in Nischni Nowgorod gebaut. Sie gehörte zu einer 1976 bis 1983 hergestellten Baureihe von 9 Schiffen des Typs Valerian-Kuybyshev-Klasse, welche auch als „Projekt 92-016“ oder „OL400“ (slowakisch: osobna lod 400 – deutsch: für 400 Passagiere) bekannt war. Die Feliks Dzerzhinskiy verfügt über einen dieselelektrischen Antrieb mit drei Hauptmotoren je 736 kW.

## Einsatz
Die Feliks Dzerzhinskiy wurde 2011 von Wodochod auf der Wolga auf den Strecken Moskau–Nischni Nowgorod, Moskau–Pljos, Moskau–Kasan, Moskau–Myschkin, Moskau–Uglitsch betrieben. Kapitän (Stand 2020) ist Michail Kutscherow (Кучеров Михаил Павлович).

## Ausstattung
Alle komfortablen 1-, 2-, 3-, 4-Bett-DeLux-Kabinen sind ausgestattet mit Klimaanlage, Dusche und WC, 220-V-Anschluss und haben große Fenster. DeLux und HalbDeLux-Kabinen verfügen noch über einen Kühlschrank.
An Bord befinden sich u. a. zwei Restaurants, zwei Bars, ein Kiosk, ein Konferenzsaal, Musiksalon, Solarium.